# Aphanostoma rhomboides
Aphanostoma rhomboides är en plattmaskart som beskrevs av Jensen 1878. Aphanostoma rhomboides ingår i släktet Aphanostoma och familjen Isodiametridae. Inga underarter finns listade i Catalogue of Life.